# كريس فالنتاين
كريس فالنتاين هو لاعب هوكي الجليد كندي، ولد في 6 ديسمبر 1961 في بيلفي في كندا.

## وصلات خارجية
- كريس فالنتاين على موقع دوري الهوكي الوطني (الإنجليزية)
- كريس فالنتاين على موقع EliteProspects.com (الإنجليزية)
- كريس فالنتاين على موقع Eurohockey.com (الإنجليزية)
- كريس فالنتاين على موقع HockeyDB.com (الإنجليزية)
- كريس فالنتاين على موقع Hockey-Reference.com (الإنجليزية)